# Myllaena brevicornis
Myllaena brevicornis är en skalbaggsart som först beskrevs av Matthews 1838.  Myllaena brevicornis ingår i släktet Myllaena, och familjen kortvingar. Enligt den finländska rödlistan är arten nära hotad i Finland. Arten är reproducerande i Sverige. Artens livsmiljö är källmiljöer.